# Calymmaderus nitidus
Calymmaderus nitidus är en skalbaggsart som först beskrevs av Leconte 1865.  Calymmaderus nitidus ingår i släktet Calymmaderus och familjen trägnagare. Inga underarter finns listade i Catalogue of Life.